# Koji Ikuta
Koji Ikuta, né en 1953 à Yamagata, est un graveur japonais en manière noire.

## Biographie
Koji Ikuta naît en 1953 à Yamagata au Japon, il vit principalement dans ce pays et réside à Chiba près de Tokyo.
Professeur de lycée jusqu'à l'âge de 38 ans, il travaille la gravure avec la technique de la manière noire.
Il est mondialement réputé depuis 1981.

## Collections publiques
- Musée Daubigny ,  Auvers-sur-Oise

## Critiques
- « Le maître Ikuta maitrise la technique Mezzotinto d'une façon telle que lorsque l'on voit les poils d'un chat ou les plumes d'une chouette on a envie d'avoir la sensation du toucher sur le duvet, de la caresse sur le pelage[3]. »
- « Son imaginaire nous entraîne dans un monde poétique empreint de tendresse[4]. »